# Сантамария, Аиде
Аиде́ (Айде) Сантамари́я Куадра́до (исп. Haydée Santamaría Cuadrado; 30 декабря 1923, Вилья-Клара — 28 июля 1980, Гавана) — кубинская политическая деятельница, член Движения 26 июля и участница Кубинской революции (участвовала в штурме казарм Монкада, воевала в Сьерра-Маэстре). Основательница и первый директор (в 1959—1979) Дома Америк. Сестра лидера Кубинской революции Абеля Сантамарии, жена Армандо Харта и мать Селии Харт.

## Биография
Включилась в политическую борьбу с юношеских лет, вступив в начале 1950-х молодёжную организацию Партии кубинского народа («Ортодоксов»). В 1953 году участвовала в штурме казарм Монкада и была арестована, а после освобождения из тюрьмы в 1955 году участвовала в подготовке и проведении восстания в городе Сантьяго-де-Куба 30 ноября 1956 года. 
С 1957 года сражалась против войск Фульхенсио Батисты в рядах Повстанческой армии. Была среди создателей Революционного движения 26 июля, выполняла задания его национального руководства за рубежом, в том числе по объединению и вооружению сил, изгнанных из страны диктатурой Батисты. 
С 1961 года участвовала в объединительных процессах по созданию Коммунистической партии Кубы (КПК), в 1962 году вошла в состав Национального руководства Объединённых революционных организаций, затем Единой партии социалистической революции Кубы. С 1965 член ЦК КПК.
Покончила жизнь самоубийством в 1980 году, спустя несколько месяцев после тяжёлой автомобильной аварии.